# Frisinne
Frisinne har tre betydelser, som alla avser liberala idéer eller liberala partier:

## Betydelser

### Politiskt och ideologiskt uttryck
Ett politiskt ideologiskt uttryck som är närmast synonymt med begreppet liberalism, och då inte minst det som i Sverige med Bertil Ohlins ord brukar kallas socialliberalism. Frisinnet kännetecknas av ett ställningstagande för demokrati, parlamentarism och en socialt styrd marknadsekonomi, och samtidigt avståndstagande från en till monarki och gamla hierarkier knuten auktoritetstro och traditionalism. Frisinnet har som liberalismen i stort sina rötter i 1600-talets och det tidiga 1700-talets engelska krav på tolerans och republikanska styrelseformer samt i den senare upplysningen. I Sverige har frisinnet också en bakgrund i äldre svensk självstyrelsetradition och i influenser från folkrörelser och politik i 1800-talets USA samt från grundtvigianismen i Danmark. Frisinnet var starkt inom nykterhetsrörelsen och rösträttsrörelsen, och var på samma sida som den socialdemokratiska arbetarrörelsen i den politiska striden för allmän rösträtt och parlamentarism. Det fanns också en frisinnad riktning inom frikyrkosamfunden, främst inom Svenska missionsförbundet och 
baptismen men också på andra håll.

### Politiskt parti i Sverige
Namn på ett politiskt parti i Sverige 1923–1934 och därefter mer allmänt på den del av den svenska organiserade liberalismen som står nykterhetsrörelsen och frikyrkorörelsen nära. 1922 genomförde Sverige sin första folkomröstning om ett ev. alkoholförbud. Året därefter (1923) splittrades den liberala rörelsen (p.g.a. alkoholfrågan) i två partier: det frisinnade (som inte ville ta ställning emot ett förbud) och det liberala (som vill ta tydlig ställning emot ett förbud). Partierna återförenades i folkpartiet 1934. I Stockholms stad fanns separata frisinnade och liberala lokalorganisationer inom folkpartiet och dess ungdomsförbund fram till början av 1970-talet. Bertil Ohlin valdes in i Andra Kammaren från den frisinnade Stockholmslistan, men toppade sedan i en rad andrakammarval partiets båda listor i Stockholm. 
Långt tidigare hade dock ordet frisinnad använts. Från 1900 riksdagen hette det liberala partiet i riksdagen Liberala samlingspartiet, men det omtalades ofta som det frisinnade partiet och partiorganisationen som tillkom genom en ombildning av rösträttsrörelsen 1902 hette Frisinnade landsföreningen.
Flera dagstidningar, bland annat Västerbottens-Kuriren har även i senare tid angett sin ideologiska färg som frisinnad. Frisinnad Tidskrift grundades av riksdagsman Waldemar Svensson i Ljungskile och utges numera av en för utgivningen bildad förening.

### Partinamn och ideologisk beteckning i Tyskland och Schweiz
Partinamn och ideologisk beteckning för liberala organisationer i Tyskland – främst under senare delen av 1800-talet och fram till första världskriget – och i Schweiz, även i nutid. I Tyskland avsågs med Freisinn eller Fortschritt främst de riktningar som var anhängare av parlamentarism och sociala reformer och som stod i motsats till de partier som stödde rikskanslerns Bismarcks konservativa och gentemot demokratin negativa politik.
Det tyska frisinnet växte fram efter 1848, och inspirerades även av kontakter med England under William Gladstones epok i brittisk liberalism. Men de frisinnade rörelserna förlorade i inflytande till följd av alliansen mellan kungamakten och Bismarcks anhängare. Partier med frisinnad tendens bildades och ombildades efter splittringar under olika namn. Deras idéer inverkade på utformningen av Weimarförfattningen och därmed indirekt på delar av Tysklands nuvarande Grundgesetz. Efter första världskriget har frisinnets tradition i Tyskland fått en fortsättning i partibildningar under 1920-talet, som krossades under trycket från nazismen, samt i delar av det nuvarande partiet FDP. 